# Fumetti di Angel
Angel è il titolo di alcune serie a fumetti ispirate alla omonima serie televisiva edita dal 1999 dalla Dark Horse Comics e poi da altri e incentrata sull'omonimo protagonista.

## Storia editoriale
La prima serie è esordita nel 1990 edita per 17 numeri dalla Dark Horse che ne ha poi pubblicata una seconda limitata a soli quattro episodi nel 2002 quando il progetto si è concluso. Nessuna di queste pubblicazioni è considerata canonica e nessuna è stata tradotta in italiano.
Nel 2005 la casa editrice IDW Publishing ha rilevato i diritti e ha iniziato una serie di pubblicazioni di miniserie di quattro o cinque numeri mensili dedicate sia ad Angel che ad altri personaggi del telefilm come Spike. Nel 2007 in collaborazione con il creatore della serie televisiva Joss Whedon, la IDW ha pubblicato una nuova serie a fumetti, Angel: Dopo la caduta, considerata come "sesta stagione" ufficiale del telefilm e giudicata da Whedon come canonica. Dopo che per anni in Italia sono state disponibili soltanto alcune traduzioni non ufficiali realizzate dai fan-club, dal 2010 la casa editrice Italycomics ha pubblicato mensilmente la nuova serie, composta da 44 numeri (di cui soltanto i primi 17 dedicata alla saga "Dopo la caduta").
Nel 2010 i diritti sono tornati alla Dark Horse permettendo la comparsa di Angel e Spike negli ultimi numeri dell'ottava stagione di Buffy e la nascita di un nuovo ciclo narrativo che vede Angel affiancato a Faith.

## Elenco delle pubblicazioni
Dark Horse Comics
La serie regolare
Il personaggio di Angel ha già fatto la sua comparsa nel mondo editoriale legato a Buffy con un paperback a lui dedicato ed intitolato Angel: Il Divoratore. Questo volume, essendo ambientato nella terza stagione di Buffy, fa parte della collana Dark Horse dedicata alla Cacciatrice e non va quindi inserito in questa lista di pubblicazioni create appositamente per supportare la serie televisiva dedicata al vampiro con l'anima.
| Nr. | Titolo                                          | Data pubblicazione USA | Paperback                            | Ambientazione  |
| --- | ----------------------------------------------- | ---------------------- | ------------------------------------ | -------------- |
| 1   | Surrogati parte 1                               | novembre 1999          | Surrogati                            | Prima stagione |
| 2   | Surrogati parte 2                               | dicembre 1999          | Surrogati                            | Prima stagione |
| 3   | Surrogati parte 3                               | gennaio 2000           | Surrogati                            | Prima stagione |
| 4   | La moglie mutante                               | febbraio 2000          | Strani compagni di letto             | Prima stagione |
| 5   | Possessioni terrene parte 1                     | marzo 2000             | Possessioni terrene                  | Prima stagione |
| 6   | Possessioni terrene parte 2                     | aprile 2000            | Possessioni terrene                  | Prima stagione |
| 7   | Possessioni terrene parte 3                     | maggio 2000            | Possessioni terrene                  | Prima stagione |
| 8   | Sotto la superficie parte 1                     | giugno 2000            | Terreno di caccia                    | Prima stagione |
| 9   | Sotto la superficie parte 2                     | luglio 2000            | Terreno di caccia                    | Prima stagione |
| 10  | Strani compagni di letto numero 1               | agosto 2000            | Strani compagni di letto             | Prima stagione |
| 11  | Strani compagni di letto numero 2               | settembre 2000         | Strani compagni di letto             | Prima stagione |
| 12  | Vermin numero 1                                 | ottobre 2000           | D'autunno                            | Prima stagione |
| 13  | Vermin numero 2                                 | novembre 2000          | D'autunno                            | Prima stagione |
| 14  | Little girl lost                                | dicembre 2000          | D'autunno                            | Prima stagione |
| 15  | Vite passate 1 (segue in Buffy: Vite passate 2) | gennaio 2001           | Vite passate (crossover Buffy/Angel) | Prima stagione |
| 16  | Vite passate 3 (segue in Buffy: Vite passate 4) | febbraio 2001          | Vite passate (crossover Buffy/Angel) | Prima stagione |
| 17  | Cordelia                                        | marzo 2001             | Strani compagni di letto             | Prima stagione |

Dark Horse Presents, Dark Horse Extra, TV Guide
| Nr.           | Titolo                          | Data pubblicazione USA    | Paperback                | Ambientazione    |
| ------------- | ------------------------------- | ------------------------- | ------------------------ | ---------------- |
| TV Guide      | Point of order                  | novembre 1999             | Strani compagni di letto | prima stagione   |
| DHP 153       | Bello, cupo e tenebroso parte 1 | aprile 2000               | Terreno di caccia        | prima stagione   |
| DHP 154       | Bello, cupo e tenebroso parte 2 | maggio 2000               | Terreno di caccia        | prima stagione   |
| DHP 155       | Bello, cupo e tenebroso parte 3 | giugno 2000               | Terreno di caccia        | prima stagione   |
| DHExtra 25-28 | Il coinvolgimento nepalese      | ottobre 2000-gennaio 2001 | Angel Omnibus            | prima stagione   |
| DHExtra 36-38 | Angel                           | settembre-novembre 2001   | Angel Omnibus            | seconda stagione |

Long Night's Journey
| Nr. | Titolo                   | Data pubblicazione USA | Ambientazione    |
| 1   | Long night's journey     | ottobre 2001           | Seconda stagione |
| 2   | A rock and a hard place  | novembre 2001          | Seconda stagione |
| 3   | Thicker than water       | dicembre 2001          | Seconda stagione |
| 4   | The end of the beginning | gennaio 2002           | Seconda stagione |

IDW Publishing
Volumi autoconclusivi
| Nr. | Titolo                          | Data pubblicazione USA | Paperback                  | Ambientazione                                  |
| --- | ------------------------------- | ---------------------- | -------------------------- | ---------------------------------------------- |
|     | The curse numero 1              | Giugno 2005            | Angel: The curse           | dopo "Non svaniremo (5x22)"                    |
|     | The curse numero 2              | Luglio 2005            | Angel: The curse           | sesta stagione                                 |
|     | The curse numero 3              | Agosto 2005            | Angel: The curse           | sesta stagione                                 |
|     | Old Times                       | Agosto 2005            | one-shot                   | Angel 3ª stagione / Buffy 6ª stagione          |
|     | The curse numero 4              | Settembre 2005         | Angel: The curse           | sesta stagione                                 |
|     | The curse numero 5              | Ottobre 2005           | Angel: The curse           | sesta stagione                                 |
|     | Old friends numero 1            | Novembre 2005          | Angel: Old friends         | dopo "The curse"                               |
|     | Old friends numero 2            | Dicembre 2005          | Angel: Old friends         | sesta stagione                                 |
|     | Old friends numero 3            | Gennaio 2006           | Angel: Old friends         | sesta stagione                                 |
|     | Old friends numero 4            | Febbraio 2006          | Angel: Old friends         | sesta stagione                                 |
|     | Old Wounds                      | Febbraio 2006          | one-shot                   | dopo "La triste storia di Numero Cinco (5x06)" |
|     | Spike vs Dracula numero 1       | Febbraio 2006          | Spike vs Dracula           | 1898                                           |
|     | Old friends numero 5            | Marzo 2006             | Angel: Old friends         | sesta stagione                                 |
|     | Spike vs Dracula numero 2       | Marzo 2006             | Spike vs Dracula           | 1934                                           |
|     | Illyria                         | Aprile 2006            | Angel: Spotlight           | /                                              |
|     | Lost and Found                  | Aprile 2006            | one-shot                   | quinta stagione                                |
|     | Spike vs Dracula numero 3       | Aprile 2006            | Spike vs Dracula           | 1943                                           |
|     | Gunn                            | Maggio 2006            | Angel: Spotlight           | /                                              |
|     | Spike vs Dracula numero 4       | Maggio 2006            | Spike vs Dracula           | 1959                                           |
|     | Wesley                          | Giugno 2006            | Angel: Spotlight           | /                                              |
|     | Spike vs Dracula numero 5       | Giugno 2006            | Spike vs Dracula           | /                                              |
|     | Doyle                           | Luglio 2006            | Spotlight                  | prima stagione                                 |
|     | Connor                          | Agosto 2006            | Angel: Spotlight           | /                                              |
|     | Asylum numero 1                 | Settembre 2006         | Spike: Asylum              | dopo "Giochi di potere (5x21)"                 |
|     | Masks                           | Ottobre 2006           | one-shot                   | dopo "L'ora del sorriso (5x14)"                |
|     | Asylum numero 2                 | Ottobre 2006           | Spike: Asylum              | quinta stagione                                |
|     | Auld lang syne numero 1         | Novembre 2006          | Angel: Auld lang syne      | quinta stagione                                |
|     | Asylum numero 3                 | Novembre 2006          | Spike: Asylum              | quinta stagione                                |
|     | Auld lang syne numero 2         | Dicembre 2006          | Angel: Auld lang syne      | quinta stagione                                |
|     | Asylum numero 4                 | Dicembre 2006          | Spike: Asylum              | quinta stagione                                |
|     | Auld lang syne numero 3         | Gennaio 2007           | Angel: Auld lang syne      | quinta stagione                                |
|     | Asylum numero 5                 | Gennaio 2007           | Spike: Asylum              | quinta stagione                                |
|     | Auld lang syne numero 4         | Febbraio 2007          | Angel: Auld lang syne      | quinta stagione                                |
|     | Auld lang syne numero 5         | Marzo 2007             | Angel: Auld lang syne      | quinta stagione                                |
|     | Once more with felt             | Giugno 2007            | Spike: Shadow puppets      | dopo "Asylum"                                  |
|     | Plush                           | Luglio 2007            | Spike: Shadow puppets      | quinta stagione                                |
|     | Two to saw                      | Agosto 2007            | Spike: Shadow puppets      | quinta stagione                                |
|     | Dopplegangband                  | Settembre 2007         | Spike: Shadow puppets      | quinta stagione                                |
|     | Dopo la caduta 1                | 2007                   | Spike: Dopo la caduta      | sesta stagione                                 |
|     | Dopo la caduta 2                | 2007                   | Spike: Dopo la caduta      | sesta stagione                                 |
|     | Dopo la caduta 3                | 2007                   | Spike: Dopo la caduta      | sesta stagione                                 |
|     | Dopo la caduta 4                | 2007                   | Spike: Dopo la caduta      | sesta stagione                                 |
|     | Small time 1                    | Dicembre 2008          | Angel: Small time          | episodio "L'ora del sorriso (5x14)"            |
|     | Small time 2                    | Gennaio 2009           | Angel: Small time          | quinta stagione                                |
|     | Small time 3                    | Febbraio 2009          | Angel: Small time          | quinta stagione                                |
|     | Sangue e trincee 1              | Marzo 2009             | Sangue e Trincee           | prima guerra mondiale                          |
|     | Sangue e trincee 2              | Aprile 2009            | Sangue e Trincee           | prima guerra mondiale                          |
|     | Sangue e trincee 3              | Maggio 2009            | Sangue e Trincee           | prima guerra mondiale                          |
|     | Not Fade Away 1                 | Maggio 2009            | Angel: Not fade Away       | episodio "Non svaniremo (5x22)"                |
|     | Sangue e trincee 4              | Giugno 2009            | Sangue e Trincee           | prima guerra mondiale                          |
|     | Not Fade Away 2                 | Giugno 2009            | Angel: Not fade away       | quinta stagione                                |
|     | Not Fade Away 3                 | Luglio 2009            | Angel: Not fade away       | quinta stagione                                |
|     | Fallen Angel Reborn 1           | Luglio 2009            | Fallen Angel Reborn        | sesta stagione                                 |
|     | Fallen Angel Reborn 2           | Agosto 2009            | Fallen Angel Reborn        | sesta stagione                                 |
|     | Only Human 1                    | Agosto 2009            | Only Human                 | dopo "Angel -23- Dopo la caduta. Epilogo"      |
|     | Angel vs Frankenstein           | Settembre 2009         | one-shot                   | XIX secolo                                     |
|     | Fallen Angel Reborn 3           | Settembre 2009         | Fallen Angel Reborn        | sesta stagione                                 |
|     | Only Human 2                    | Settembre 2009         | Angel: Only human          | sesta stagione                                 |
|     | Fallen Angel Reborn 4           | Ottobre 2009           | Fallen Angel Reborn        | sesta stagione                                 |
|     | Only Human 3                    | Ottobre 2009           | Angel: Only human          | sesta stagione                                 |
|     | Only Human 4                    | Novembre 2009          | Angel: Only human          | sesta stagione                                 |
|     | Only Human 5                    | Dicembre 2009          | Angel: Only human          | sesta stagione                                 |
|     | Last Angel in Hell              | Dicembre 2009          | Angel: Annual 1            | sesta stagione                                 |
|     | A Hole in the World 1           | Dicembre 2009          | Angel: A hole in the world | episodio "Un buco nel mondo (5x15)"            |
|     | A Hole in the World 2           | Gennaio 2010           | Angel: A hole in the world | quinta stagione                                |
|     | A Hole in the World 3           | Febbraio 2010          | Angel: A hole in the world | quinta stagione                                |
|     | A Hole in the World 4           | Marzo 2010             | Angel: A hole in the world | quinta stagione                                |
|     | Lorne: The Music of the Spheres | Marzo 2010             | one-shot                   | dopo "Angel -28- The crown prince syndrome"    |
|     | A Hole in the World 5           | Aprile 2010            | Angel: A hole in the world | quinta stagione                                |
|     | Barbary Coast 1                 | Aprile 2010            | Barbary Coast              | 1906                                           |
|     | Barbary Coast 2                 | Maggio 2010            | Angel: Barbary Coast       | 1906                                           |
|     | Barbary Coast 3                 | Giugno 2010            | Angel: Barbary Coast       | 1906                                           |
|     | The devil you know 1            | Giugno 2010            | Spike: The devil You Know  | dopo "Angel -32- Roman a clef"                 |
|     | The devil you know 2            | Luglio 2010            | Spike: The Devil You Know  | sesta stagione                                 |
|     | The devil you know 3            | Agosto 2010            | Spike: The Devil You Know  | sesta stagione                                 |
|     | The devil you know 4            | Settembre 2010         | Spike: The Devil You Know  | sesta stagione                                 |
|     | Angel vs Frankenstein 2         | Ottobre 2010           | one-shot                   | 1920                                           |
|     | Haunted 1                       | Novembre 2010          | Illyria: Haunted           | dopo "Angel -38- Cats in the cradle"           |
|     | Haunted 2                       | Dicembre 2010          | Illyria: Haunted           | sesta stagione                                 |
|     | Haunted 3                       | Gennaio 2011           | Illyria: Haunted           | sesta stagione                                 |
|     | Haunted 4                       | Febbraio 2011          | Illyria: Haunted           | sesta stagione                                 |
|     | Yearbook                        | Maggio 2011            | one-shot                   | sesta stagione                                 |

Sesta stagione
| Nr. | Titolo                             | Pubblicazione USA | Pubblicazione Italia     | Volume (Paperback)                                                      |
| --- | ---------------------------------- | ----------------- | ------------------------ | ----------------------------------------------------------------------- |
| 01  | Dopo la caduta 1                   | Novembre 2007     | Ottobre 2010             | Angel vol.1: Dopo la caduta                                             |
| 02  | Dopo la caduta 2                   | Dicembre 2007     | Ottobre 2010             | Angel vol.1: Dopo la caduta                                             |
| 03  | Dopo la caduta 3                   | Gennaio 2008      | Novembre 2010            | Angel vol.1: Dopo la caduta                                             |
| 04  | Dopo la caduta 4                   | Febbraio 2008     | Novembre 2010            | Angel vol.1: Dopo la caduta                                             |
| 05  | Dopo la caduta 5                   | Marzo 2008        | Dicembre 2010            | Angel vol.1: Dopo la caduta                                             |
| 06  | Dopo la caduta 6 - Prima notte 1   | Aprile 2008       | Marzo 2011               | Angel vol.2: Dopo la caduta - Prima notte                               |
| 07  | Dopo la caduta 7 - Prima notte 2   | Maggio 2008       | Marzo 2011               | Angel vol.2: Dopo la caduta - Prima notte                               |
| 08  | Dopo la caduta 8 - Prima notte 3   | Giugno 2008       | Aprile 2011              | Angel vol.2: Dopo la caduta - Prima notte                               |
| 09  | Dopo la caduta 9                   | Giugno 2008       | Luglio 2011              | Angel vol.3: Dopo la caduta                                             |
| 10  | Dopo la caduta 10                  | Luglio 2008       | Agosto 2011              | Angel vol.3: Dopo la caduta                                             |
| 11  | Dopo la caduta 11                  | Agosto 2008       | Agosto 2011              | Angel vol.3: Dopo la caduta                                             |
| 12  | Dopo la caduta 12                  | Settembre 2008    | Agosto 2011              | Angel vol.3: Dopo la caduta                                             |
| 13  | Dopo la caduta 13                  | Ottobre 2008      | Febbraio 2012            | Angel vol.4: Dopo la caduta                                             |
| 14  | Dopo la caduta 14                  | Novembre 2008     | Febbraio 2012            | Angel vol.4: Dopo la caduta                                             |
| 15  | Dopo la caduta 15                  | Dicembre 2008     | Ottobre 2012             | Angel vol.4: Dopo la caduta                                             |
| 16  | Dopo la caduta 16                  | Gennaio 2009      | Ottobre 2012             | Angel vol.4: Dopo la caduta                                             |
| 17  | Dopo la caduta 17                  | Febbraio 2009     | Ottobre 2012             | Angel vol.4: Dopo la caduta                                             |
| 18  | Aftermath 1                        | Febbraio 2009     | non pubblicato in Italia | Angel vol.5: Aftermath (non pubblicato in Italia)                       |
| 19  | Aftermath 2                        | Marzo 2009        | non pubblicato in Italia | Angel vol.5: Aftermath (non pubblicato in Italia)                       |
| 20  | Aftermath 3                        | Aprile 2009       | non pubblicato in Italia | Angel vol.5: Aftermath (non pubblicato in Italia)                       |
| 21  | Aftermath 4                        | Maggio 2009       | non pubblicato in Italia | Angel vol.5: Aftermath (non pubblicato in Italia)                       |
| 22  | Aftermath 5                        | Giugno 2009       | non pubblicato in Italia | Angel vol.5: Aftermath (non pubblicato in Italia)                       |
| 23  | Dopo la caduta - Epilogo           | Luglio 2009       | Ottobre 2012             | Angel vol.6 (USA) / Angel vol.4: Dopo la caduta (ITA)                   |
| 24  | Drusilla 1                         | Agosto 2009       | Aprile 2011              | Angel vol.6 (USA) / Angel vol.2: Prima notte (ITA)                      |
| 25  | Drusilla 2                         | Settembre 2009    | Maggio 2011              | Angel vol.6 (USA) / Angel vol.2: Prima notte (ITA)                      |
| 26  | Boys and their toys 1              | Ottobre 2009      | non pubblicato in Italia | Angel vol.6: Last Angel in Hell (non pubblicato in Italia)              |
| 27  | Boys and their toys 2              | Novembre 2009     | non pubblicato in Italia | Angel vol.6: Last Angel in Hell (non pubblicato in Italia)              |
| 28  | The Crown Prince Syndrome          | Dicembre 2009     | non pubblicato in Italia | Angel vol.7: Immortality for Dummies (non pubblicato in Italia)         |
| 29  | Immortality for Dummies            | Gennaio 2010      | non pubblicato in Italia | Angel vol.7: Immortality for Dummies                                    |
| 30  | The trouble with Felicia           | Febbraio 2010     | non pubblicato in Italia | Angel vol.7: Immortality for Dummies                                    |
| 31  | The big Dustup                     | Marzo 2010        | non pubblicato in Italia | Angel vol.7: Immortality for Dummies                                    |
| 32  | Roman a Clef                       | Aprile 2010       | non pubblicato in Italia | Angel vol.7: Immortality for Dummies                                    |
| 33  | Letters home: a Jamesian interlude | Maggio 2010       | non pubblicato in Italia | Angel vol.8: Crown Prince Syndrome (non pubblicato in Italia)           |
| 34  | Bedroom folies                     | Giugno 2010       | non pubblicato in Italia | Angel vol.8: Crown Prince Syndrome                                      |
| 35  | Prophet for profit 1               | Luglio 2010       | non pubblicato in Italia | Angel vol.8: Crown Prince Syndrome                                      |
| 36  | Prophet for profit 2               | Agosto 2010       | non pubblicato in Italia | Angel vol.8: Crown Prince Syndrome                                      |
| 37  | Prophet for profit 3               | Settembre 2010    | non pubblicato in Italia | Angel vol.8: Crown Prince Syndrome                                      |
| 38  | Cats in the cradle                 | Ottobre 2010      | non pubblicato in Italia | Angel vol.8: Crown Prince Syndrome                                      |
| 39  | The Wolf, the Ram and the Heart 1  | Novembre 2010     | non pubblicato in Italia | Angel vol.9: The Wolf, the Ram and the Heart (non pubblicato in Italia) |
| 40  | The Wolf, the Ram and the Heart 2  | Dicembre 2010     | non pubblicato in Italia | Angel vol.9: The Wolf, the Ram and the Heart                            |
| 41  | The Wolf, the Ram and the Heart 3  | Gennaio 2011      | non pubblicato in Italia | Angel vol.9: The Wolf, the Ram and the Heart                            |
| 42  | The Wolf, the Ram and the Heart 4  | Febbraio 2011     | non pubblicato in Italia | Angel vol.9: The Wolf, the Ram and the Heart                            |
| 43  | The Wolf, the Ram and the Heart 5  | Marzo 2011        | non pubblicato in Italia | Angel vol.9: The Wolf, the Ram and the Heart                            |
| 44  | The Wolf, the Ram and the Heart 6  | Aprile 2011       | non pubblicato in Italia | Angel vol.9: The Wolf, the Ram and the Heart                            |

La serie "Spike"
| Nr. | Titolo                                 | Pubblicazione USA | Pubblicazione Italia | Ambientazione                                |
| --- | -------------------------------------- | ----------------- | -------------------- | -------------------------------------------- |
| 1   | Alone together now                     | Ottobre 2010      | /                    | dopo "Angel -6x38- Cats in the cradle"       |
| 2   | What happens in Vegas, slay in Vegas 1 | Novembre 2010     | /                    | /                                            |
| 3   | What happens in Vegas, slay in Vegas 2 | Dicembre 2010     | /                    | /                                            |
| 4   | You haven't changed a bit              | Gennaio 2011      | /                    | /                                            |
| 5   | Bedknobs and boomsticks                | Febbraio 2011     | /                    | /                                            |
| 6   | Something borrowed                     | Marzo 2011        | /                    | /                                            |
| 7   | Give and take                          | Aprile 2011       | /                    | /                                            |
| 8   | Stranger things                        | Maggio 2011       | /                    | prima di "Buffy -8x35- Il potere dell'amore" |

Angel & Faith
Prima serie
| Nr. | Titolo                                      | Pubblicazione USA | Pubblicazione Italia | Volume                         |
| --- | ------------------------------------------- | ----------------- | -------------------- | ------------------------------ |
| 1   | Sopravvivere parte 1                        | 31 agosto 2011    | settembre 2012       | Sopravvivere                   |
| 2   | Sopravvivere parte 2                        | 28 settembre 2011 | settembre 2012       | Sopravvivere                   |
| 3   | Sopravvivere parte 3                        | 26 ottobre 2011   | settembre 2012       | Sopravvivere                   |
| 4   | Sopravvivere parte 4                        | 30 novembre 2011  | settembre 2012       | Sopravvivere                   |
| 5   | In perfetta armonia                         | 28 dicembre 2011  | settembre 2012       | Sopravvivere                   |
| 6   | Questioni di famiglia parte 1               | 25 gennaio 2012   | maggio 2013          | Questioni di famiglia          |
| 7   | Questioni di famiglia parte 2               | 29 febbraio 2012  | maggio 2013          | Questioni di famiglia          |
| 8   | Questioni di famiglia parte 3               | 28 marzo 2012     | maggio 2013          | Questioni di famiglia          |
| 9   | Questioni di famiglia parte 4               | 25 aprile 2012    | maggio 2013          | Questioni di famiglia          |
| 10  | Donne di una certa età                      | 30 maggio 2012    | maggio 2013          | Questioni di famiglia          |
| 11  | Riunione di famiglia parte 1                | 27 giugno 2012    | dicembre 2014        | Riunione di famiglia           |
| 12  | Riunione di famiglia parte 2                | 26 luglio 2012    | dicembre 2014        | Riunione di famiglia           |
| 13  | Riunione di famiglia parte 3                | 29 agosto 2012    | dicembre 2014        | Riunione di famiglia           |
| 14  | Riunione di famiglia parte 4                | 26 settembre 2012 | dicembre 2014        | Riunione di famiglia           |
| 15  | Eroe della propria storia                   | 31 ottobre 2012   | dicembre 2014        | Riunione di famiglia           |
| 16  | Death and consequences part one             | 28 novembre 2012  | aprile 2016          | Le conseguenze della morte     |
| 17  | Death and consequences part two             | 19 dicembre 2012  | aprile 2016          | Le conseguenze della morte     |
| 18  | Death and consequences part three           | 30 gennaio 2013   | aprile 2016          | Le conseguenze della morte     |
| 19  | Death and consequences part four            | 27 febbraio 2013  | aprile 2016          | Le conseguenze della morte     |
| 20  | Spike and Faith                             | 27 marzo 2013     | aprile 2016          | Le conseguenze della morte     |
| 21  | What you want, not what you need part one   | 24 aprile 2013    | luglio 2016          | Per piacere, non per necessità |
| 22  | What you want, not what you need part two   | 29 maggio 2013    | luglio 2016          | Per piacere, non per necessità |
| 23  | What you want, not what you need part three | 26 giugno 2013    | luglio 2016          | Per piacere, non per necessità |
| 24  | What you want, not what you nedd part four  | 31 luglio 2013    | luglio 2016          | Per piacere, non per necessità |
| 25  | What you want, not what you nedd part five  | 28 agosto 2013    | luglio 2016          | Per piacere, non per necessità |

Seconda serie
| Nr. | Titolo                                       | Pubblicazione USA | Pubblicazione Italia | Volume |
| --- | -------------------------------------------- | ----------------- | -------------------- | ------ |
| 1   | Where the river meets the sea part one       | 2 aprile 2014     | /                    |        |
| 2   | Where the river meets the sea part two       | 7 maggio 2014     | /                    |        |
| 3   | Where the river meets the sea part three     | 4 giugno 2014     | /                    |        |
| 4   | Where the river meets the sea part four      | 2 luglio 2014     | /                    |        |
| 5   | Old habits                                   | 6 agosto 2014     | /                    |        |
| 6   | Lost and found part one                      | 3 settembre 2014  | /                    |        |
| 7   | Lost and found part two                      | 1º ottobre 2014   | /                    |        |
| 8   | Lost and found part three                    | 5 novembre 2014   | /                    |        |
| 9   | Lost and found part four                     | 3 dicembre 2014   | /                    |        |
| 10  | Lost and found part five                     | 7 gennaio 2015    | /                    |        |
| 11  | United, part one                             | 4 febbraio 2015   | /                    |        |
| 12  | United, part two                             | 4 marzo 2015      | /                    |        |
| 13  | United, part three                           | 1 aprile 2015     | /                    |        |
| 14  | United, part four                            | 6 maggio 2015     | /                    |        |
| 15  | Fight or Flight                              | 3 giugno 2015     | /                    |        |
| 16  | Those Who Can't Teach, Teach Gym, Part One   | 1 luglio 2015     | /                    |        |
| 17  | Those Who Can't Teach, Teach Gym, Part Two   | 5 agosto 2015     | /                    |        |
| 18  | Those Who Can't Teach, Teach Gym, Part Three | 2 settembre 2015  | /                    |        |
| 19  | A Little More than Kin, Part One             | 7 ottobre 2015    | /                    |        |
| 20  | A Little More than Kin, Part Two             | 4 novembre 2015   | /                    |        |
| 21  | A Tale of Two Families, part One             | 2 dicembre 2015   | /                    |        |
| 22  | A Tale of Two Families, part two             | 6 gennaio 2016    | /                    |        |
| 23  | A Tale of Two Families, part three           | 3 febbraio 2016   | /                    |        |
| 24  | A Tale of Two Families, part four            | 2 marzo 2016      | /                    |        |
| 25  | A Tale of Two Families, part five            | 6 aprile 2016     | /                    |        |

Angel stagione 11
| Nr. | Titolo                       | Pubblicazione USA | Pubblicazione Italia | Volume |
| --- | ---------------------------- | ----------------- | -------------------- | ------ |
| 1   | Out of the past, part one    | 18 gennaio 2017   | /                    |        |
| 2   | Out of the past, part two    | 15 febbraio 2017  | /                    |        |
| 3   | Out of the past, part three  | 15 marzo 2017     | /                    |        |
| 4   | Out of the past, part four   | 19 aprile 2017    | /                    |        |
| 5   | Time and Tide, part one      | 24 maggio 2017    | /                    |        |
| 6   | Time and Tide, part two      | 21 giugno 2017    | /                    |        |
| 7   | Time and Tide, part three    | 19 luglio 2017    | /                    |        |
| 8   | Time and Tide, part four     | 30 agosto 2017    | /                    |        |
| 9   | Dark Reflections, part one   | 27 settembre 2017 | /                    |        |
| 10  | Dark Reflections, part two   | 25 ottobre 2017   | /                    |        |
| 11  | Dark Reflections, part three | 22 novembre 2017  | /                    |        |
| 12  | Dark Reflections, part four  | 20 dicembre 2017  | /                    |        |